# 後期重爆撃機
もしかして
- 後期重爆撃期

ではありませんか？